# درامشا
درامشا (به بلغاری: Dramsha) یک منطقهٔ مسکونی در بلغارستان است که در Kostinbrod Municipality واقع شده‌است. درامشا  ۱۳۶ نفر جمعیت دارد و ۸۴۴ متر بالاتر از سطح دریا واقع شده‌است.